# عبد الحق لعيادة
عبد الحق لعيادة  (Abdelhak Layada) المكنى بابو عدلان أمير ومؤسس الجماعة الإسلامية المسلحة GIA.

## ببيوغرافي
عبد الحق لعيايدة ولد سنة 1959 ب بلدية واد العلايق. أحد مؤسسي الجماعة الإسلامية المسلحة «الجيا» عام 1992،
كان يشتغل في ميدان تجارة السيارات وقطع غبارها واصلاحها في منطقة براقي ضواحي العاصمة
انظم إلى الحزب الإسلامي الذي فاز بالانتخابات التشريعية وبفارق كبير عن لأحزاب وهو الجبهة الإسلامية للإنقاذ الجزائرية حين تأسيسها وأصبح أحد الرجال الثقة لرجل الثاني في الفيس علي بلحاج وكان يقيم الاجتماعات السرية داخل بيته النواة الأولى للعمل المسلح للجبهة الإسلامية للإنقاد وتحضير للمواجهة المسلحة مع النظام الحاكم.
- سنة 1992 يعد اكتشاف امره من طرف الدرك الوطنى للإجتماعاتهم المسلحة في بيته كون اولى الجماعات المسلحة بجبال الأربعاء ومفتاح وضواحي براقي وقام بعمليات مسلحة اشهرها اقتحامه لثكنة الرغاية للدفاع عن الإقليم.
- في شهر اوت 1992 أصبح الامبر الوطنى للجماعة الإسلامية المسلحة واصبحت بيناتها تمضى بإسمه وكنيته أبو عدلان.
- اعتقل في 10 جوان 1993[3][4] في مهمة من اجل الحصول على الاسلحة.[5]
- في سبتمبر 1993 ألقت أجهزة الأمن المغربية القبض عليه و قامت بتسليمه إلى السلطات الجزائرية.[6]
- حكم عليه غيابياً بالإعدام عام 1993. قضى 12 سنة في سجن سركاجي ثم أطلق سراحه في 12 مارس 2006.[7][8]

## وصلات خارجية
- عبد الحق لعيايدة في لقاء مطول حول قصة أخطر تنظيم إرهابي
- حوار مع عبد الحق لعيايدة أمير
- اعتقال عبد الحق العيايدة مؤسس الجماعة الإسلامية المسلحة
- (فيديو)حوار مع عبد الحق لعيايدة أمير الجماعة الإسلامية المسلحة
- (فيديو) كيفية تسليم عبد الحق لعيايدة من طرف المغرب